# 北檜山站

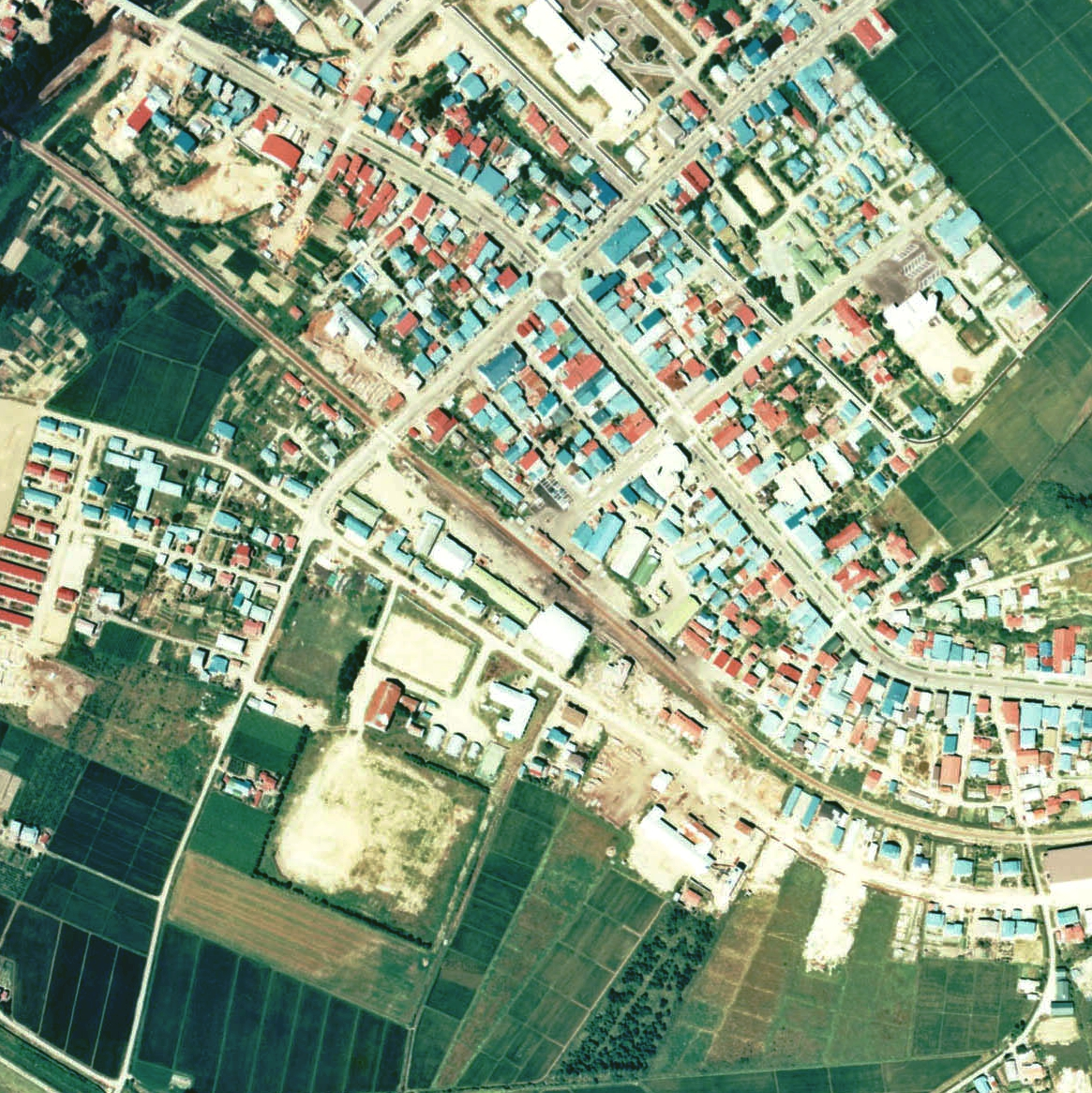
1976年的北檜山站與方圓約750米範圍。左邊是瀨棚方向。

北檜山站（日语：／ Kitahiyama eki */?）是位於北海道瀨棚郡北檜山町字北檜山（現時：久遠郡瀨棚町北檜山區北檜山），日本國有鐵道的瀨棚線車站（廢站）。隨著瀨棚線廢除，車站在1987年（昭和62年）3月16日廢除。
在1984年（昭和59年）前行走的急行「瀨棚」停靠此站。

## 歷史
- 1932年（昭和7年）11月1日 - 國有鐵道瀨棚線今金站至瀨棚站之間開通，東瀨棚站啟用[1][2]。當時為一般車站。
- 1966年（昭和41年）10月1日 - 車站改名為北檜山站[1][2]。
- 1983年（昭和58年）9月1日 - 結束處理貨物[2]。
- 1984年（昭和59年）2月1日 - 結束處理行李[2]。
- 1987年（昭和62年）3月16日 - 瀨棚線廢除，此站也廢除[2]。

## 車站構造
截至車站廢除前，此站是地面車站，設有1面1線的單式月台。月台在路軌北邊（瀨棚方向的列車會開啟右邊車門）。站內設有沒有月台的副本線（側線），鄰接車站大樓。在該側線南邊靠近國縫一方設有路軌分支，連接短側線。在國縫一方設有路軌分支，連接車站大樓旁邊的貨物月台（缺角式月台，貨物側線）。
此站是職員配置站。車站大樓是在站內北邊，鄰接月台中央部分。在啟用當初已經存在的車站大樓經過翻新，大樓是一座鋼筋混凝土建築物，擁有紅色屋頂。大樓玄關設有防寒用雙層鋁製窗扇。

### 站名的由來
當初的站名「東瀨棚」取自所在町名。後來東瀨棚町與太櫓村在1955年（昭和30年）4月1日合併，名為北檜山町。在當地人的希望下，於1966年（昭和41年）10月1日把站名改為「北檜山」。

## 使用狀況
- 在1981年度（昭和56年度），1日上下車人次為521人[3]。

## 車站周邊
- 國道229號（日语：国道229号）、國道230號（日语：国道230号）
- 瀨棚町公所（舊・北檜山町公所）
- 瀨棚警署（日语：せたな警察署）
- 北檜山郵局
- 渡島信用金庫（日语：渡島信用金庫）北檜山分店
- 北檜山町農業協同組合（JA北檜山町）
- 北檜山國保醫院
- 北檜山溫泉
- 後志利別川（日语：後志利別川）

## 巴士路線
車站附近設有函館巴士北檜山出張所。建築物使用舊車站大樓。
- 快速瀨棚號 八雲站、函館站方向
- 瀨棚線替代巴士 今金町、長萬部站方向、瀨棚上三本杉方向
- 鵜泊團地方向
- 大成學校前、第二富磯方向

## 現況
截至2000年（平成12年），站內變成巴士總站，舊車站大樓被用作巴士候車室。部分路軌被已被淹埋，部分還存在。站前設有倉庫群。截至2010年（平成22年）也是同樣。截至2011年（平成23年）也是同樣，車站大樓內的售票櫃臺還在使用。

## 相鄰車站
日本國有鐵道
瀨棚線
丹羽－北檜山－瀨棚

## 注腳
1. 1 2 3   第1版. 札幌市: 日本国有鉄道北海道総局. 1973-03-25: 25. ASIN B000J9RBUY （日语）.
2. 1 2 3 4 5  《道南鉄道100年史 遥》 北海道旅客鐵道函館分社 2003年2月發行
3. 1 2 3 4 5  書籍《国鉄全線各駅停車1 北海道690駅》（小學館，1983年7月發行）65頁。
4. ↑  書籍《鉄道廃線跡を歩くVII》（JTB出版，2000年1月發行）78頁。
5. ↑  書籍《新 鉄道廃線跡を歩く1 北海道・北東北編》（JTB出版，2010年4月發行）163-164頁。
6. ↑  書籍《北海道の鉄道廃線跡》（著：本久公洋，北海道新聞社，2011年9月發行）78頁。